# Шувалов, Андрей Петрович
Граф Андрей Петрович Шувалов (1744 — 1789) — русский дворянин, многосторонний деятель екатерининской эпохи: сенатор, действительный тайный советник, управляющий банками, Санкт-Петербургский губернский предводитель дворянства, любитель истории, писатель и переводчик.
Образцовый галломан, ученик и корреспондент Вольтера, автор «изящных поэтических безделок» на французском языке. Общий предок всех графов Шуваловых XIX века.

## Юность
Единственный сын и наследник генерал-фельдмаршала Пётра Ивановича Шувалова и Маврушки Шепелевой, близкой подруги дочерей Петра Великого. Родился 23 июня (4 июля) 1744 года (Петербургский некрополь указывает годом рождения 1743-й).
В 1750 г. к шестилетнему А. Шувалову был взят в наставники француз Ле-Роа, который для этого покинул академию наук и всецело отдался воспитанию своих питомцев, двух братьев Шуваловых. С ними он ездил в Париж и Женеву и имел громадное влияние на их развитие. Сам Ле-Роа, человек в высшей степени образованный, не был чужд литературе и составил, между прочим, сборник «Poesies diverses» (1757), посвященный графу Андрею. Его воспитанник, между тем, находясь на попечении своего талантливого наставника, одновременно преуспевал на служебном поприще, быстро повышаясь по службе. С самых малых лет записанный по обычаю того времени в военную службу, он в 1748 г. был произведен в вахмистры конной гвардии, а 26 мая 1751 г. в корнеты.
Произведенный в 1756 г. в поручики, граф А. П. Шувалов в этом же году в свите графа М. П. Бестужева-Рюмина отправился в первое путешествие за границу. 17 октября он выехал из Петербурга на Ригу и Митаву и, не останавливаясь, проехал до Варшавы, куда прибыл в декабре месяце и тотчас был представлен при польском дворе. Пробыв здесь некоторое время, А. П. Шувалов поехал далее и только в июле 1757 г. прибыл наконец в Париж.

## Молодость
В 1757 граф А. П. Шувалов был пожалован в камер-юнкеры, а в 1758 г. избран в почетные члены Императорской Академии художеств. В августе 1759 г. был уже в Петербурге. В 1760 г. он получил портрет австрийской императрицы Марии-Терезии, украшенный бриллиантами, а 26 декабря 1761 г. был пожалован в камергеры.
В короткое царствование императора Петра III он держался очень корректно и сохранил расположение к себе как самого государя, так и будущей императрицы Екатерины Алексеевны; он бывал и в обществе, окружавшем молодого государя, и в малом кружке лиц, собиравшихся у опальной великой княгини. Этим объясняется, что после дворцового переворота 1762 года, в отличие от Шуваловых старшего поколения, молодой галломан не попал в немилость и был по-прежнему хорошо принят в самом интимном придворном кружке.
Новое царствование для служебной карьеры графа оказалось также весьма благоприятным. 8 декабря 1763 г. вместе с Неплюевым, князем Шаховским и графом Минихом А. П. Шувалов был назначен в члены только что в этот день учрежденной особой комиссии для рассмотрения коммерции Российского государства. Неизвестно, какую деятельность проявил он в этой комиссии, но только в следующем 1764 г. Шувалов опять уехал за границу через Гаагу в Париж.
Во время второго путешествия в Европу он познакомился с Вольтером и посетил его в Фернее. От приема, оказанного ему здесь, Шувалов остался в восторге, а Вольтер в письме к графу А. Р. Воронцову лестно отзывался о своем госте и его стихотворении на французском языке, написанном по поводу смерти Ломоносова. Это стихотворение с предисловием было напечатано в 1765 г., и в том же году в «Journal Encyclopedique» появилось его «Epitre de m-r le comte de Schouvalov a m-r de Votaire». С этого времени у графа завязалась с Вольтером переписка, и он стал часто посылать ему свои стихотворные опыты. Кроме Вольтера, А. П. Шувалов в это путешествие познакомился с другим знаменитым человеком — швейцарцем Лагарпом.
В 1766 А. П. Шувалов вернулся в Россию и на аудиенции, которую он немедленно получил у императрицы, рассказал все, что её интересовало, главным образом о своем знакомстве с Вольтером. В глазах государыни А. П. Шувалов сильно поднялся после того, как она узнала о благосклонном и сердечном приеме, оказанном ему в Фернее. В 1767 г. он сопровождал императрицу в многочисленном обществе, окружавшем её в путешествии по Волге. Он исправлял французский стиль в письмах государыни к зарубежным корреспондентам, вымарывал из них германизмы, помогал ей в составлении «Антидота», наблюдал за изданием переводов сочинений Монтескьё и энциклопедистов.

Граф Шувалов был [для Екатерины II] прачкой по части французского белья, по крайней мере одною из прачек. Между прочим исправлял он грамматические письма императрицы к Вольтеру. Даже когда бывал он в отсутствии, например в Париже, получал он черновую от императрицы, очищал ошибки, переписывал исправленное и отправлял в Петербург, где Екатерина, в свою очередь, переписывала письмо и таким образом в третьем издании посылала его в Ферней.— П. А. Вяземский

## Государственная служба
Вернувшись затем в Москву, А. П. Шувалов по поручению императрицы принимал участие в заседаниях Уложенной комиссии, получив приказание наблюдать над составлением её дневных записок, или журналов. Им же был выработан и план торжественных заседаний, которыми это важное законодательное собрание открыло свою деятельность. Императрица осталась довольна работами Шувалова и 18 декабря 1767 г. лично посетила его в Москве в собственном его доме на Мясницкой.
Граф немедленно сообщил о своей новой деятельности Вольтеру, и последний в письме от 12 февраля 1768 г. приветствовал его работу на пользу отечества. Начавшаяся вскоре война с турками расстроила заседания комиссии и отвлекла массу депутатов на театр военных действий. В это время по распоряжению императрицы была учреждена комиссия с ежегодной субсидией в 5000 рублей, в обязанности которой было вменено вознаграждать из этих сумм авторов лучших переводов на русский язык выдающихся иностранных сочинений; в состав её в числе трех лиц вошёл и А. П. Шувалов.
В том же 1768 г. он был назначен директором двух вновь открывшихся в Москве и Петербурге ассигнационных банков и с жаром принялся за организацию их. Он разработал и осуществил проект объединения названных банков в один банк — Дворянский заёмный. Избранный в члены Вольно-Экономического общества, Шувалов в мае 1772 года исполнял обязанности его президента.
Уже в начале 1770-х гг. был постоянным посетителем «английской» петербургской масонской ложи «Совершенного согласия». Затем был мастером стула петербургской ложи «Молчаливости» (Скромности). В масонстве носил орденское имя — Дон Карлос.

## Последние годы жизни

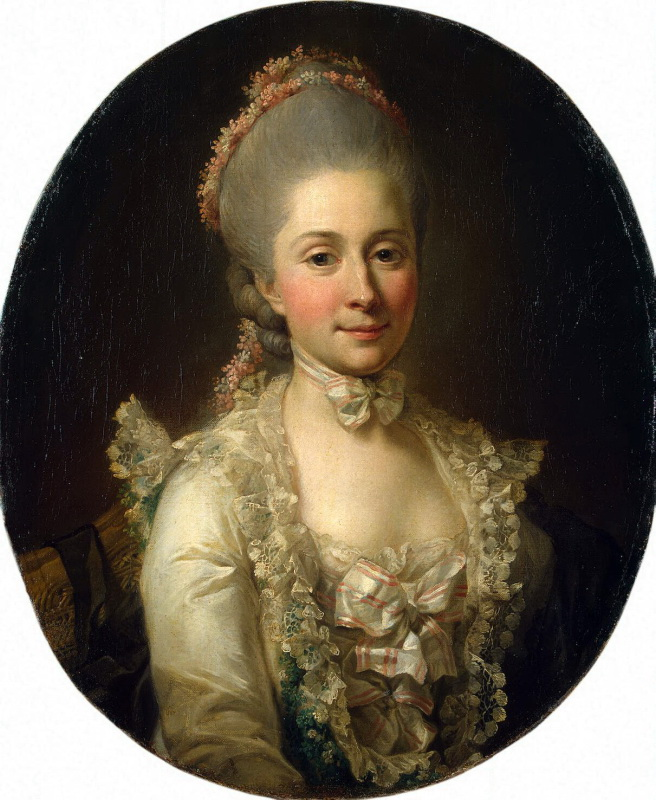
Екатерина Петровна, жена А. П. Шувалова

После неудачной миссии в Швецию в 1775 году Шувалов потерял милость императрицы и годы с 1776 по 1781 провёл в заграничном отпуске. Живя в Париже, вместе со своей энергичной супругой предавался удовольствиям светской жизни и поддерживал живые связи с корифеями французской литературы. Получил репутацию вольнодумца-вольтерьянца, который «не верит в божество Иисуса Христа», а в христианстве видит «прекрасный курс нравственности, составленный для обуздания пороков народа». Хотя он выдавал себя за философа, всеми его действиями руководило желание быть всегда хорошо поставленным при петербургском дворе.
В 1783 г. граф Шувалов был выбран в петербургские губернские предводители дворянства и получил в своё управление столичную шпалерную мануфактуру. Помимо этих обязанностей, он участвовал в обсуждении предположений о пересылке по почте банковых билетов, затем в комиссии об устройстве в Кронштадте гаваней, магазинов и карантина и, наконец, в комиссии об устранении недостатка хлеба и дороговизны его для Петербурга. 15 февраля 1783 г. А. П. Шувалов был приглашен в комиссию для обсуждения предположений об увеличении государственных доходов.
Под влиянием графа А. С. Строганова интересовался месмеризмом. В 1786 г. был назначен членом комиссии о дорогах в государстве. В том же году он рассмотрел проекты манифеста о разных милостях и льготах и вместе с тем представил записку о средствах, необходимых для избавления некоторых губерний от неурожая. 28 июня А. П. Шувалов, благодаря князю Потемкину, с которым он подружился, получил высшую награду, орден св. Андрея Первозванного и 60 000 рублей единовременного вознаграждения. После получения андреевской ленты выученик Вольтера от радости «бегал из угла в угол, примеривая всю свою гардеробу, чтобы видеть, к какому цвету из его кафтанов лучше пристанет голубая лента».
2 января 1787 г. в свите Екатерины II отправился вместе с государыней в путешествие по России. На него и сенатора Стрекалова была возложена обязанность ревизовать везде, где позволяли условия путешествия, губернские управления и знакомиться с положением административного устройства. После этого путешествия он был назначен членом совета при императрице.
К этому времени относится охлаждение императрицы к Шувалову, вызванное происками новых фаворитов, враждебно относившихся к Потемкину, сторонником которого был Шувалов. Это обстоятельство однако не мешало возлагать на него ответственные поручения, как например, в 1787 и 1788 гг., когда он был назначен в комиссию по устройству заграничного займа, который был заключён на довольно выгодных для России условиях.
Скончался «от горячки» в Санкт-Петербурге 24 апреля (5 мая) 1789 года и был погребён в Лазаревой церкви Александро-Невской лавры.
В издании вел. кн. Николая Михайловича граф Шувалов представлен как «несомненно человек умный, одарённый замечательной быстротой возражения с прибавкою громадной памяти», но вместе с тем «полный самодовольства и гордости, жестокий и надменный с низшими, низкий и прислужливый перед сильными и высшими».

### Литературная деятельность
Литературные опыты А. П. Шувалова, не обнаружили в нём большого дарования. «Очень милые французские стихи», из числа которых послание к Нинон де Ланкло приписывалось перу самого Вольтера, предназначались специально для его друзей и печатались всегда за границей. Он был незаменим в сфере екатерининской учёности как душа придворного общества, от скуки занимавшегося переводом «Велизария» Мармонтеля, но французам, несмотря на свои светские таланты, казался «самой скучной и несносной личностью».
В глазах екатерининских придворных Шувалову удавалось не без успеха имитировать французский bel esprit предреволюционной эпохи. Помимо стихотворной переписки с Вольтером и Лагарпом, граф Шувалов поддерживал знакомство с Дювалем, Мармонтелем, Левеком, Гельвецием и др. Что касается светил русской словесности, то он находился в хороших отношениях с Ломоносовым, Державиным, Новиковым, Фонвизиным; с Сумароковым же он не ладил, и тот всегда враждебно относился к нему. Зато Ломоносова А. П. Шувалов очень любил и перевел на французский его послание о пользе стекла.

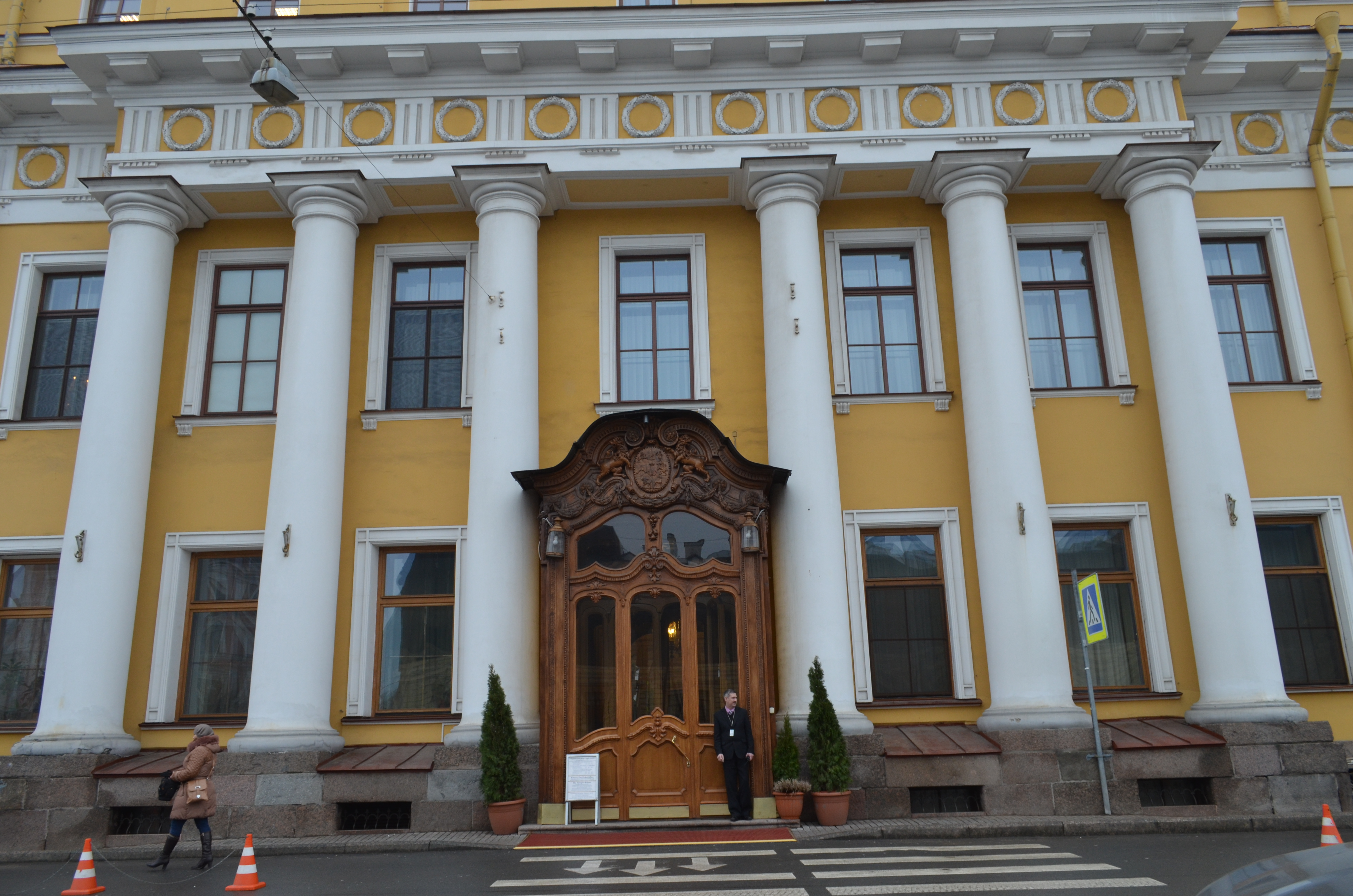
Вход во дворец графа А. П. Шувалова на Мойке, проданный в 1830 г. Н. Б. Юсупову.

В «Старой записной книжке» князь П. А. Вяземский защищал литературную деятельность Шувалова от обвинений в рабском подражательстве французам как «всё же изъявление русской умственной деятельности, так сказать барометрическое указание на температуру общества ей современного»:

Мы нынче смотрим свысока на эти игрушки старых детей старого времени; но игрушки игрушкам рознь, а если на игрушке есть отпечаток мысли и художества, то следует хранить её в музее, как хранят мельчайшие утвари и безделки, выгребаемые из-под помпейских развалин. По этим безделкам судят об исторической и общественной обстановке того времени.
Помимо литературы, этот многосторонний деятель возглавлял «Комиссию для составления записок о древней истории, преимущественно России» и составил «Выпись хронологическую из истории Русской», которая была издана в 1787 г. Эта работа представляла хронологическую роспись в несколько столбцов по княжествам, с изложением важнейших событий до 1171 г., при этом в особой графе были показаны современные государи других стран и духовные правители.

## Семья
Он был женат с 1762 года на статс-даме Екатерине Петровне Салтыковой (1743—1817), дочери фельдмаршала П. С. Салтыкова, и имел детей:
- Прасковья Андреевна (1767—1828), писательница, была замужем за Михаилом Андреевичем Голицыным (1765—1812).
- Михаил Андреевич (1769—05.09.1770)[6]
- Пётр Андреевич (1771—1808), генерал-адъютант при императоре Павле I. Был женат на княжне Софье Григорьевне Щербатовой (1776—1849), имели двух дочерей и двух сыновей, их внуки Пётр и Павел Андреевичи Шуваловы.
- Александра Андреевна (1775—1847), была замужем с 1797 года за князем Францем Иосифом фон Дитрихштейном (1767—1854).
- Павел Андреевич (1776—1823), генерал-адъютанта при императоре Александре I. Был женат с 1815 года на Варваре Петровне Шаховской (1796—1870), имели двух сыновей.

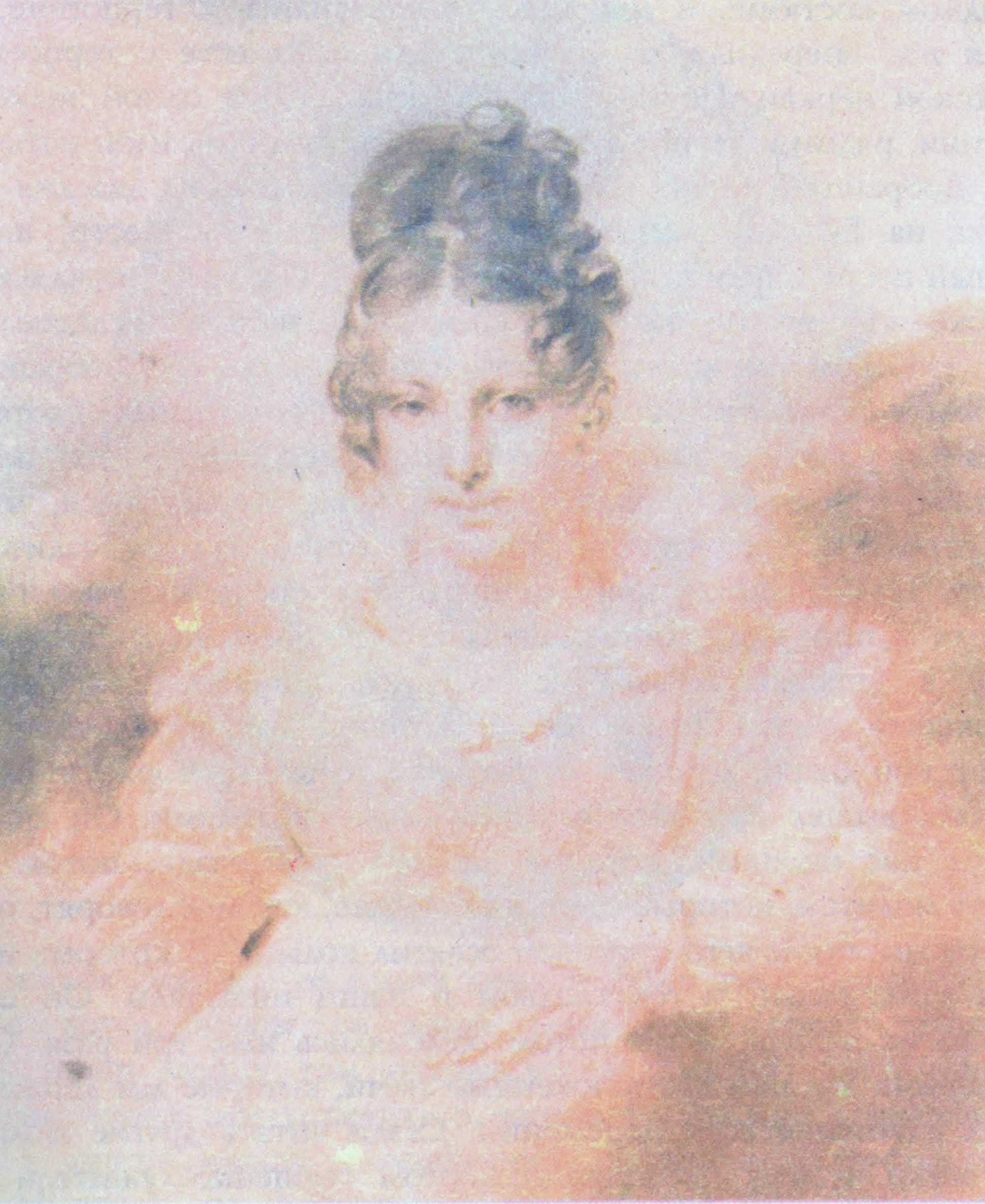
Прасковья
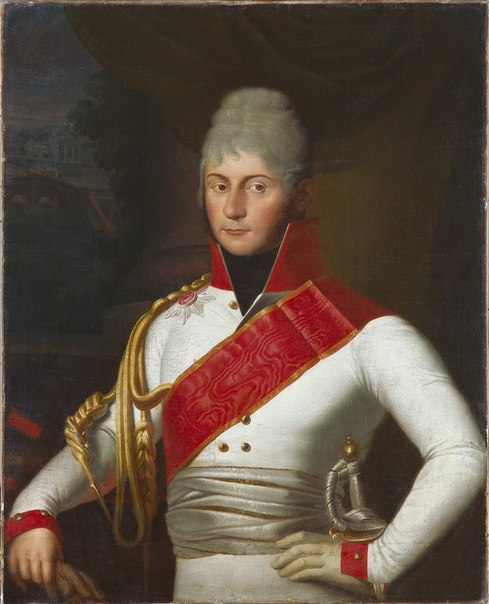
Пётр
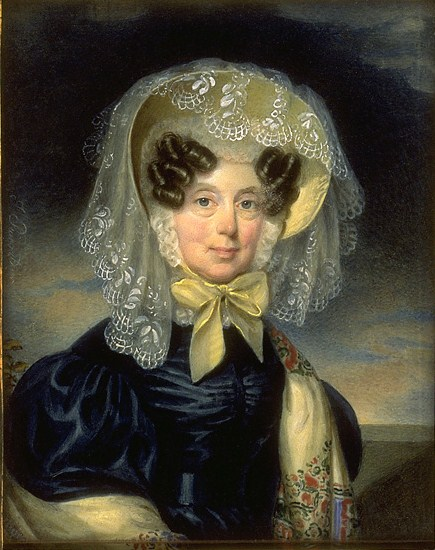
Александра
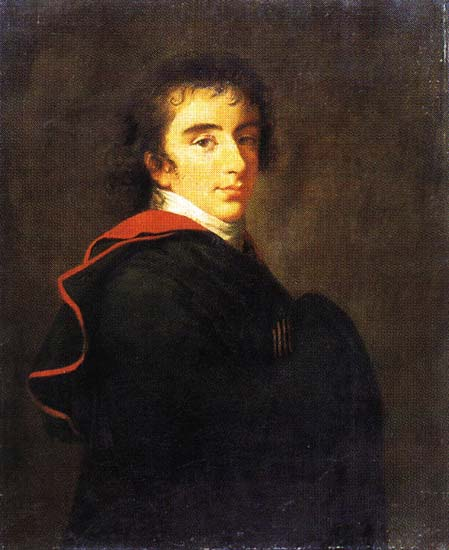
Павел